# 三十棺桶島
『三十棺桶島』（さんじゅうかんおけじま、L'île aux trente cercueils）は、モーリス・ルブランのアルセーヌ・ルパンシリーズの一篇。1919年発表。

## 概要
第一次世界大戦直後の作品。作中で大戦の影響が言及されている。
ブルターニュ地方を舞台にしたケルトの土俗、ドルメン、ドルイド僧などの伝奇ロマンとしての雰囲気作りがおどろおどろしく、ルパン作品の翻案も手がけた横溝正史の『獄門島』、『八つ墓村』などへの影響が感じられる。
一方で、発表当時は発見されたばかりの放射線を謎の鍵として用いるなど、当時の最新科学を登場させてもいる。

## あらすじ
1917年、若い女性のヴェロニークはブルターニュに旅行する。 映画の中で彼女は小屋に書かれた自分のイニシャルを見たからである。小屋には死人がおり、死人の隣には預言があった。ヴェロニークは、住民が死ぬ運命にある島に旅行する。

## ドン・ルイス・ペレンナ
『三十棺桶島』は、『813』のラストでティベリウスの断崖から身を投げたアルセーヌ・ルパンが、スペイン貴族にしてフランス外人部隊の英雄、ドン・ルイス・ペレンナとして復活し活躍する、「ドン・ルイス3部作」とも言える三作のうちの、『金三角』に続く二編目の作品である。ドン・ルイスの時期のルパンは、基本的には怪盗としての活躍はせず、主にフランス国家のためや虐げられた者を救うために行動する。この『三十棺桶島』においても、数奇な運命に巻き込まれた女主人公ベロニック･デルジュモンを救うべく、物語後半に颯爽と駆けつけ、事件を解決に導く。

## 潜水艦「水晶の栓」号とパトリス・ベルバル大尉
本作でドン･ルイスことアルセーヌ･ルパンは、潜水艦「水晶の栓」号に乗って現われる。これは、『怪盗紳士ルパン』内の一遍「ハートの7」で手に入れた設計図を基にして作ったものと思われる。また、『奇岩城』のクライマックスでルパンが操っていた潜水艦とも同一であると思われる。
本作で「水晶の栓」号はモロッコ人の手によって操られている描写がある。ルパンの配下にモロッコ人が存在する経緯は、次作『虎の牙』において詳しく語られる。
また、「水晶の栓」号でドン･ルイスとともに棺桶島にやってきて救世主的な役割の一翼を担ったパトリス・ベルバル大尉は、前作『金三角』の実質的な主人公である。『金三角』事件後もドン･ルイスとの親交は続いているものとわかる。

## カリオストロ4つの謎
この物語の核心となる謎は、後の作品『カリオストロ伯爵夫人』で語られる、マリー・アントワネットの口から語られカリオストロ伯爵が追い求めていたと言う「カリオストロ4つの謎」のうちの一つである。
カリオストロ4つの謎とは以下の通り。
- 幸運の力によりて（イン・ロボール・フォルチュナ）：『女探偵ドロテ』にて解明
- ボヘミア諸王の敷石：本書『三十棺桶島』にて解明
- フランス諸王の富：『奇岩城』にて解明
- 七本枝の燭台：『カリオストロ伯爵夫人』にて解明

## 映像作品
1979年にフランスのテレビのミステリーシリーズとして撮影されている。ヴェロニーク役は、女優 クロード・ジャド が演じた。